# NGC 2231
NGC 2231 è un ammasso globulare nella costellazione del Dorado nella Grande Nube di Magellano.

## Scoperta
L'ammasso è stato scoperto il 23 dicembre 1834 dall'astronomo britannico John Herschel.